# Psyrassa subglabra
Psyrassa subglabra är en skalbaggsart som beskrevs av Linsley 1935. Psyrassa subglabra ingår i släktet Psyrassa och familjen långhorningar.
Artens utbredningsområde är Panama. Inga underarter finns listade i Catalogue of Life.